# Liban na Zimowych Igrzyskach Olimpijskich 1976
Liban na Zimowych Igrzyskach Olimpijskich 1976 w Innsbrucku reprezentowała jedna zawodniczka - Farida Rahmeh, która wystartowała w narciarstwie alpejskim.
Był to ósmy start Libanu na zimowych igrzyskach olimpijskich (poprzednie to 1948, 1952, 1956, 1960, 1964, 1968, 1972).

## Kadra

### Narciarstwo alpejskie

#### Kobiety
| Zawodniczka   | Konkurencja | Konkurencja | Konkurencja   | Konkurencja   | Konkurencja       | Konkurencja       | Konkurencja      | Konkurencja      |
| Zawodniczka   | Zjazd       | Zjazd       | Slalom gigant | Slalom gigant | Slalom specjalny  | Slalom specjalny  | Slalom specjalny | Slalom specjalny |
| Zawodniczka   | Czas        | Pozycja     | Czas          | Pozycja       | Czas 1. przejazdu | Czas 2. przejazdu | Czas łączny      | Pozycja          |
| ------------- | ----------- | ----------- | ------------- | ------------- | ----------------- | ----------------- | ---------------- | ---------------- |
| Farida Rahmeh |             |             | 2:11,08       | 43.           |                   |                   |                  |                  |